# Rapisma almoranum
Rapisma almoranum är en insektsart som beskrevs av P. Barnard 1981. Rapisma almoranum ingår i släktet Rapisma och familjen Rapismatidae. Inga underarter finns listade i Catalogue of Life.